# Ca l'Estrada (Porqueres)
Ca l'Estrada és una obra de Porqueres (Pla de l'Estany) inclosa a l'Inventari del Patrimoni Arquitectònic de Catalunya.

## Descripció
Edifici de planta rectangular que consta de planta baixa, pis i golfes. La coberta és a dos vessants amb teula àrab. Hi ha una sèrie d'obertures disposades regularment a la façana, totes tenen llindes i estan emmarcades per carreus de pedra ben escairats. Els murs són de pedres sense escairar de diferents dimensions unides amb morter.